# Faridi Mussa
Faridi Malik Mussa Shaha (Morogoro, 21 giugno 1996) è un calciatore tanzaniano, attaccante dello Young Africans e della nazionale tanzaniana.

## Carriera

### Club
Ha giocato nella quarta divisione spagnola e nella prima divisione tanzaniana.

### Nazionale
Nel 2019 ha esordito in nazionale, nello stesso anno è stato convocato per la Coppa delle nazioni africane.

## Statistiche

### Cronologia presenze e reti in nazionale
| Cronologia completa delle presenze e delle reti in nazionale ― Tanzania | Cronologia completa delle presenze e delle reti in nazionale ― Tanzania | Cronologia completa delle presenze e delle reti in nazionale ― Tanzania | Cronologia completa delle presenze e delle reti in nazionale ― Tanzania | Cronologia completa delle presenze e delle reti in nazionale ― Tanzania | Cronologia completa delle presenze e delle reti in nazionale ― Tanzania | Cronologia completa delle presenze e delle reti in nazionale ― Tanzania | Cronologia completa delle presenze e delle reti in nazionale ― Tanzania |
| Data                                                                    | Città                                                                   | In casa                                                                 | Risultato                                                               | Ospiti                                                                  | Competizione                                                            | Reti                                                                    | Note                                                                    |
| ----------------------------------------------------------------------- | ----------------------------------------------------------------------- | ----------------------------------------------------------------------- | ----------------------------------------------------------------------- | ----------------------------------------------------------------------- | ----------------------------------------------------------------------- | ----------------------------------------------------------------------- | ----------------------------------------------------------------------- |
| 23-6-2019                                                               | Il Cairo                                                                | Senegal                                                                 | 2 – 0                                                                   | Tanzania                                                                | Coppa d'Africa 2019 - 1º turno                                          | -                                                                       | 44’                                                                     |
| 27-6-2019                                                               | Il Cairo                                                                | Kenya                                                                   | 3 – 2                                                                   | Tanzania                                                                | Coppa d'Africa 2019 - 1º turno                                          | -                                                                       |                                                                         |
| 1-7-2019                                                                | Il Cairo                                                                | Tanzania                                                                | 0 – 3                                                                   | Algeria                                                                 | Coppa d'Africa 2019 - 1º turno                                          | -                                                                       | 46’                                                                     |
| 19-01-2021                                                              | Limbe                                                                   | Zambia                                                                  | 2 – 0                                                                   | Tanzania                                                                | Campionato delle Nazioni Africane 2020 - 1º turno                       | -                                                                       | 66’                                                                     |
| 23-01-2021                                                              | Limbe                                                                   | Namibia                                                                 | 0 – 1                                                                   | Tanzania                                                                | Campionato delle Nazioni Africane 2020 - 1º turno                       | 1                                                                       |                                                                         |
| Totale                                                                  |                                                                         | Presenze                                                                | 30                                                                      |                                                                         | Reti                                                                    | 1                                                                       |                                                                         |

## Palmarès

### Club

#### Competizioni nazionali
- Campionato tanzaniano: 3

Young Africans: 2021-2022, 2022-2023, 2023-2024
- Coppa di Tanzania: 3

Young Africans: 2021-2022, 2022-2023, 2023-2024